# Distretto di Yinhai
Il distretto di Yinhai (银海区S, Yínhǎi QūP) è un distretto della Cina, situato nella regione autonoma di Guangxi e amministrato dalla prefettura di Beihai.